# Нижняя Юплань
Нижняя Юплань (мар. Йоплан) — деревня в Моркинском районе Республики Марий Эл. Входит в состав городского поселения Морки.

## География
Находится в юго-восточной части республики Марий Эл на расстоянии приблизительно 9 км по прямой на юг от районного центра посёлка Морки.

## История
Известна с 1763 года как деревня Царевококшайского уезда с 47 душами мужского пола. В 1795 году здесь находилось 18 дворов, проживали 197 человек, государственные крестьяне, мари. В 1859 году было 53 двора, проживали 371 человек. В 1919—1921 гг. здесь находилось 64 двора, проживали 334 человека. 2003 году отмечено 42 дома. В советское время работали колхозы «Ленинград», «Сталинград» и «Знамя».

## Население
Население составляло 130 человек (мари 93 %) в 2002 году, 101 в 2010.